# Оренбургский государственный институт менеджмента
Оренбургский государственный институт менеджмента — федеральное государственное бюджетное образовательное учреждение высшего профессионального образования в городе Оренбурге.
ФГБОУ ВПО «Оренбургский государственный институт менеджмента» является некоммерческой организацией, созданной для достижения образовательных, научных, социальных, культурных и управленческих целей, в целях удовлетворения духовных и иных нематериальных потребностей граждан в образовании, а также иных целях, направленных на достижение общественных благ.

## История
ВУЗ образован в соответствии с распоряжением Правительства Российской Федерации от 13 декабря 1999 г № 2075-р путём реорганизации экспериментального учебного комплекса (школа-вуз-институт повышения квалификации), созданного на базе Межрегионального института менеджмента (г. Оренбург), как государственное образовательное учреждение высшего профессионального образования «Оренбургский государственный институт менеджмента».
Приказом Министерства образования и науки Российской Федерации от 25 мая 2011 г. № 1760 государственное образовательное учреждение высшего профессионального образования «Оренбургский государственный институт менеджмента» переименовано в федеральное государственное бюджетное образовательное учреждение высшего профессионального образования «Оренбургский государственный институт менеджмента».

### Хронология
- 1991 год — Межрегиональный институт менеджмента (МИМ) был организован Свиридовым О. А. как негосударственное образовательное учреждение.
- 1995 год распоряжением Правительства РФ 1506-р реорганизован в учебный комплекс «школа-вуз-ИПК»
- 1998 год — институт получил эксклюзивное право участвовать в реализации Президентской программы подготовки управленческих кадров для организаций народного хозяйства РФ по специальностям «Менеджмент организации», «Финансовый менеджмент» и «Инновационный малый бизнес».[1]
- 1999 год — распоряжением Правительства РФ институт был реорганизован в Оренбургский государственный институт менеджмента (ОГИМ).
- 2002 год — открылся Орский филиал Оренбургского государственного института менеджмента.

## Структура
Институт  готовит специалистов по 21 направлению в области экономики, менеджмента и IT-технологий. Также действуют более 10 программ повышения квалификации, программа MBA, курсы довузовской подготовки. Работают филиалы в крупных городах области.
В сентябре 2010 года на Саммите университетов Шанхайской организации сотрудничества в г. Новосибирске было принято решение о включение ОГИМ в числе 16 российских вузов в состав Университета Шанхайской организации сотрудничества. В институте обучаются студенты из 23 стран ближнего и дальнего зарубежья.

## Направления подготовки

### Направления подготовки специалистов
080507.65 «Менеджмент организации»

080504.65 «Государственное и муниципальное управление»

080502.65 «Экономика и управление на предприятии»

080109.65 «Бухгалтерский учет, анализ и аудит»

080508.65 «Информационный менеджмент»

090103.65 «Организация и технология защиты информации»

### Направления подготовки бакалавров
080100.62 «Экономика» (стандарт второго поколения)

080500.62 «Менеджмент» (стандарт второго поколения)

220600.62 «Инноватика» (стандарт второго поколения)

031600.62 «Реклама и связи с общественностью»

034700.62 «Документоведение и архивоведение»

035000.62 «Издательское дело»

036000.62 «Интеллектуальные системы в гуманитарной сфере»

051000.62 «Профессиональное обучение (по отраслям)»

080100.62 «Экономика»

080200.62 «Менеджмент»

080500.62 «Бизнес-информатика»

081100.62 «Государственное и муниципальное управление»

090900.62 «Информационная безопасность»

100100.62 «Сервис»

100400.62 «Туризм»

100700.62 «Торговое дело»

100800.62 «Товароведение»

120700.62 «Землеустройство и кадастры»

210700.62 «Инфокоммуникационные технологии и системы связи»

221400.62 «Управление качеством»

222000.62 «Инноватика»

230400.62 «Информационные системы и технологии»

230700.62 «Прикладная информатика»

### Направления подготовки магистров
080100.68 «Экономика»

080200.68 «Менеджмент»

080500.68 «Бизнес-информатика»

081100.68 «Государственное и муниципальное управление»

081200.68 «Государственный аудит»

100400.68 «Туризм»

230700.68 «Прикладная информатика»

## Студенческие организации
- Студенческий совет ОГИМ
- Профсоюзная организация студентов ОГИМ

## Издания ОГИМ
Академический журнал «Интеллект. Инновации. Инвестиции»